# Kiambu
Kiambu es una localidad de Kenia, con estatus de municipio, capital del condado del mismo nombre.
Tiene 88 869 habitantes según el censo de 2009. Forma parte del área metropolitana de Nairobi.

## Demografía
Los 88 869 habitantes del municipio se reparten así en el censo de 2009:
- Población urbana: 76 093 habitantes (37 175 hombres y 38 918 mujeres)
- Población periurbana: 8062 habitantes (4072 hombres y 3990 mujeres)
- Población rural: 4714 habitantes (2277 hombres y 2437 mujeres)

## Transportes
Está conectado con la capital Nairobi, de la cual dista unos 10 km, a través de una carretera que sale hacia el sur. La entrada en Nairobi se hace a través de la carretera A2. Al este sale la carretera C63, que lleva a Ruiru. Al oeste salen carreteras secundarias que llevan a Limuru.

## Deportes
El Kiambu Club, abierto en 1916, es uno de los campos de golf de nueve hoyos más antiguos de Kenia. En este conocido club hay otras instalaciones como canchas de tenis y piscinas.